# کاروی رویتسکی
کاروی رِویتسکی (مجاری: Reviczky Károly؛ ۴ نوامبر ۱۷۳۷ رویسنی – ۱۰ اوت ۱۷۹۳ در وین)، کتاب‌شناس و شرق‌شناس اهل مجارستان بود. حافظ را رویتسکی برای نخستین بار برای اروپاییان کشف کرد.

## زندگی‌نامه
رویتسکی فارسی و ترکی می‌دانست و برخی اشعار حافظ را برای اولین بار در اروپا به لاتین و آلمانی ترجمه کرده‌است. او در ۱۷۶۸ سفیر لهستان در انگلیس بود و با ویلیام جونز دربارهٔ ادبیات فارسی مکاتبات داشت. اظهارات رویتسکی دربارهٔ ادبیات فارسی و شرق و به‌خصوص غزلیات حافظ تأثیر مهمی بر جونز داشت.